# Juan Bouligny
Juan Ventura Bouligny y Paret (Alicante, 3 de marzo de 1726 – Madrid, 9 de enero de 1798) fue un político español del siglo XVIII.

## Biografía
Hijo del comerciante Juan Bouligny, natural de la Ciudad de Marsella, Francia; y de su esposa María Paret, natural de Alicante. Casado con María Antonieta Marconie.
Fue Ministro Plenipontenciario en Constantinopla durante el reinado de Carlos III.